# チョン (蔑称)
チョンとは、
1. 俗に、頭の悪いこと。おろかなこと。
2. 朝鮮人の蔑称。「チョン公」「チョンコ」などとも[1][2]。

## 概要
この言葉の初出は、1870年（明治3年）に出版された『西洋道中膝栗毛』（作：仮名垣魯文）と考えられている。
意味・語源は不詳だが、「ばか」や「のろま」と並置されていることから悪口であろうと推察される。
『西洋道中』の掲出部分の文脈は、遊び惚けて仕事をしない弥次郎兵衛と北八に、妻たちが愛想をつかして喧嘩になる場面であり、「のろま」は弥次郎兵衛の妻おはちのセリフとして出てくるが、「ばか」や「ちょん」に直接つながるセリフはない。
国語辞典は「まともでないこと、頭のわるいこと。つまらないこと。また、そういう人や物やそのさま。」を採録するが、用例としては「バカだのチョンだの」「バカでもチョンでも」といった語形が大半であり、「チョン」単独で悪口として使われることは少ない。
語源説として、
1. ちょんがれ節の語源「ちょぼくる」からの類推で①口先でうまく言いくるめる（者）②からかう、ばかにする（者）という意味になった
2. 半人前や取るに足らない人のことを芝居の終わりに打つ拍子木の音になぞらえた
3. 踊り字の「ゝ」（ちょん）が「漢字にも満たない中途半端な文字」であることから「半人前の人」を指すようになった
4. 役務を帳票に記す際、筆頭名主は役職名と姓名を記したのに対して、筆頭以下の同役に対しては「以下同役」の意味で「ゝ（）」と略記した上で姓名を記したことに由来し「取るに足りない人」を指すようになった

などがあるが、いずれもはっきりとした根拠があるわけではなく、類推にとどまる。
もとは江戸言葉だったと言われることもあるが、三好一光編『江戸語辞典』や、前田勇編『江戸語大辞典』には掲載されていない。
戦後、「バカでもチョンでも」が略された「バカチョン」という表現が広く使われるようになった。
一方、朝鮮人の蔑称としての「チョン」は、1960年代あたりから使われるようになった。やはり語源は不詳だが、「朝公（ちょうこう）」が変化して「チョン公」となったという説がある。
これが「バカチョン」と結び付いて侮蔑的・揶揄的に使われたことで、「バカチョン」が侮蔑語としての意味を有するようになったと言われている。こうした事情から、日本国内のメディアによって放送禁止用語の一種にされている。

## 国会議員による使用
参政党の神谷宗幣代表（参議院議員）は、2025年7月、参議院選挙における街頭演説で、自党の憲法構想案への批判について、「あほうだ、ばかだ、チョンだとばかにされる」と述べた。直後に訂正した。これに対し、人権擁護団体「コリアNGOセンター」（大阪市）は、「チョンという言葉はこれまでも在日コリアンを嘲笑する差別的言動であり、理解した上で発言していることは明らかだ」とした抗議文を送付し、団体ウェブサイトでも公開した。